# Het Oude Loo
Het Oude Loo (em português: Os Velhos Bosques; em inglês: The Old Woods) é um castelo do século XV de propriedade do governo dos Países Baixos, que tem como inquilino o monarca.
Está localizado no Parque do Palácio (Paleispark), na cidade de Apeldoorn, e é cercado por um fosso e um vasto jardim. Atualmente é usado pela família real como casa de campo e residência de hóspedes.

## História

### Construção
O castelo Het Oude Loo foi mencionado pela primeira vez em 1439 como propriedade de Udo Talholt, que era conselheiro e administrador geral do Duque de Gelre. Tendo sido um homen rico, ele foi provavelmente o construtor do castelo, cujas partes mais antigas datam do século XV.

### Proprietários posteriores
Nos próximos dois séculos que se seguiram, foi propriedade das famílias Bentinck, Varick, Arnhem, Voorst, Isendoorn, Stepraed e Van Ulft. Muitos membros dessas linhagens tiveram uma influência considerável na vida eclesiástica e administrativa de Apeldoorn nos séculos XV e XVI.
Em 27 de novembro de 1684, o príncipe e stadhouder Guilherme III de Orange comprou o castelo e o terreno ao seu redor. Logo após a compra pelo stadhouder, a construção do Palácio Het Loo começou porque o Castelo Het Oude Loo era pequeno acomodar o príncipe e sua comitiva.
Em 1806, Napoleão Bonaparte ofereceu o trono da República Batava ao seu irmão Luís Napoleão. Após ter sido coroado Rei da Holanda, ele tornou-se dono do castelo. Luís I da Holanda mandou aterrar o fosso porque uma previsão indicou que um dia ele se afogaria.

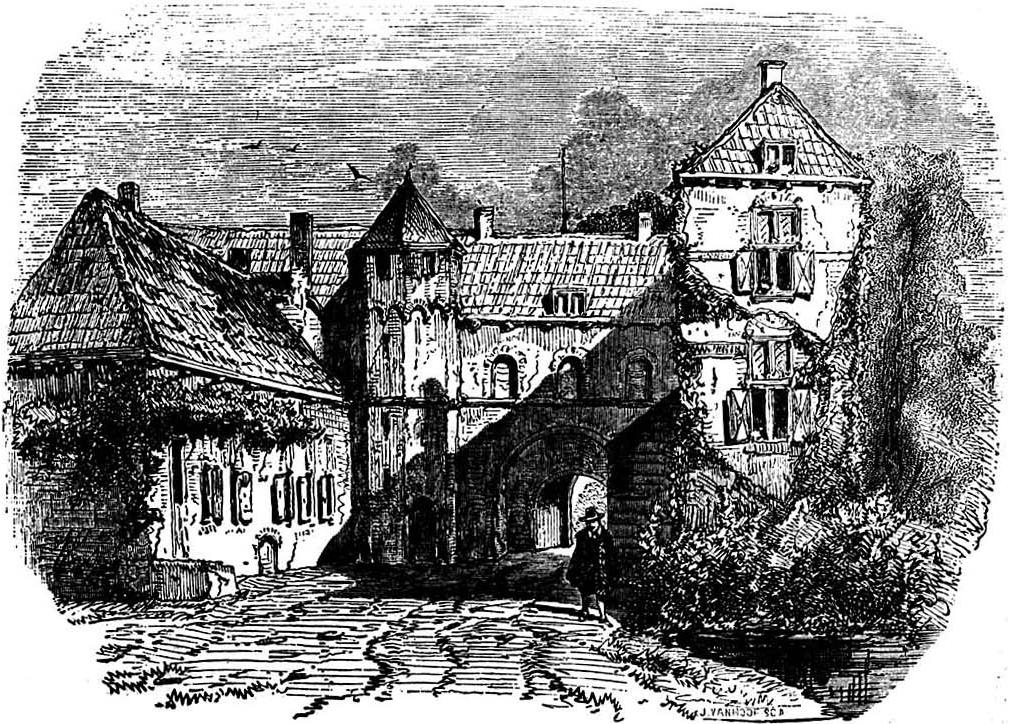
O castelo em 1860

Desde 1968, o local pertence ao Estado Holandês e em 1973 foi tombado patrimônio nacional.

### Reformas
Aproximadamente um século depois, mais precisamente em 1904, a Rainha Guilhermina encarregou o célebre arquiteto Pierre Cuypers de restaurar o castelo e o fosso.  A primeira importante e mais missão foi escavar o antigo fosso e enchê-lo de água, mas Cuypers foi muito mais longe. Ele era muito livre com dados históricos e não tinha medo de trabalhar "no espírito" do estilo original e fazer muitas modificações. Cuypers construiu uma ponte levadiça na entrada do castelo sobre o fosso e uma porta medieval. Ademais, a torre sudoeste foi elevada. A restauração foi concluída após a morte de Pierre Cuypers em 1921 por seu filho Jos Cuypers, que trabalhava no escritório de seu pai desde 1900. Porém, Het Oude Loo quase não foi usado após a restauração e estava anos depois em um estado de decrépito.

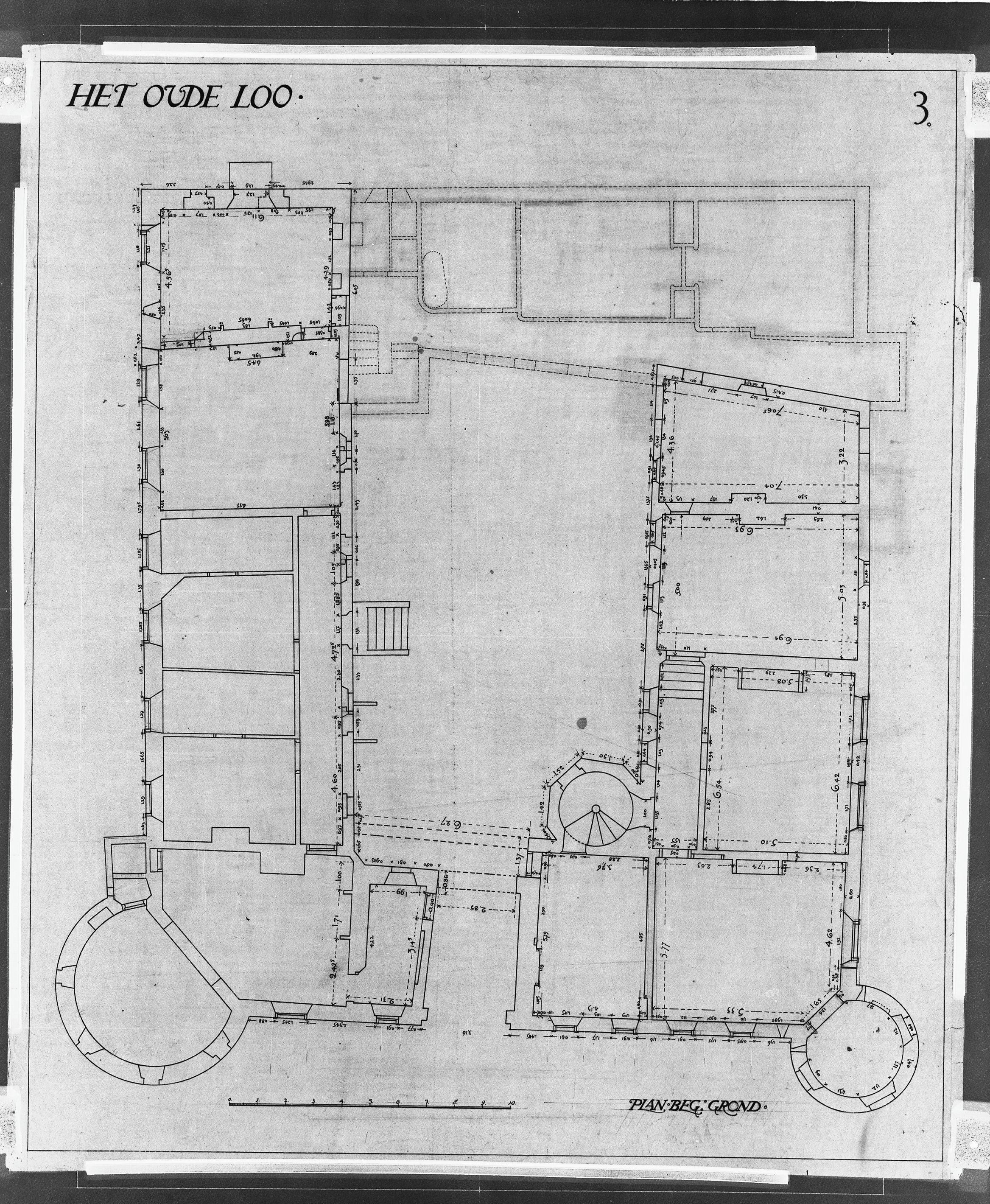
A planta do castelo
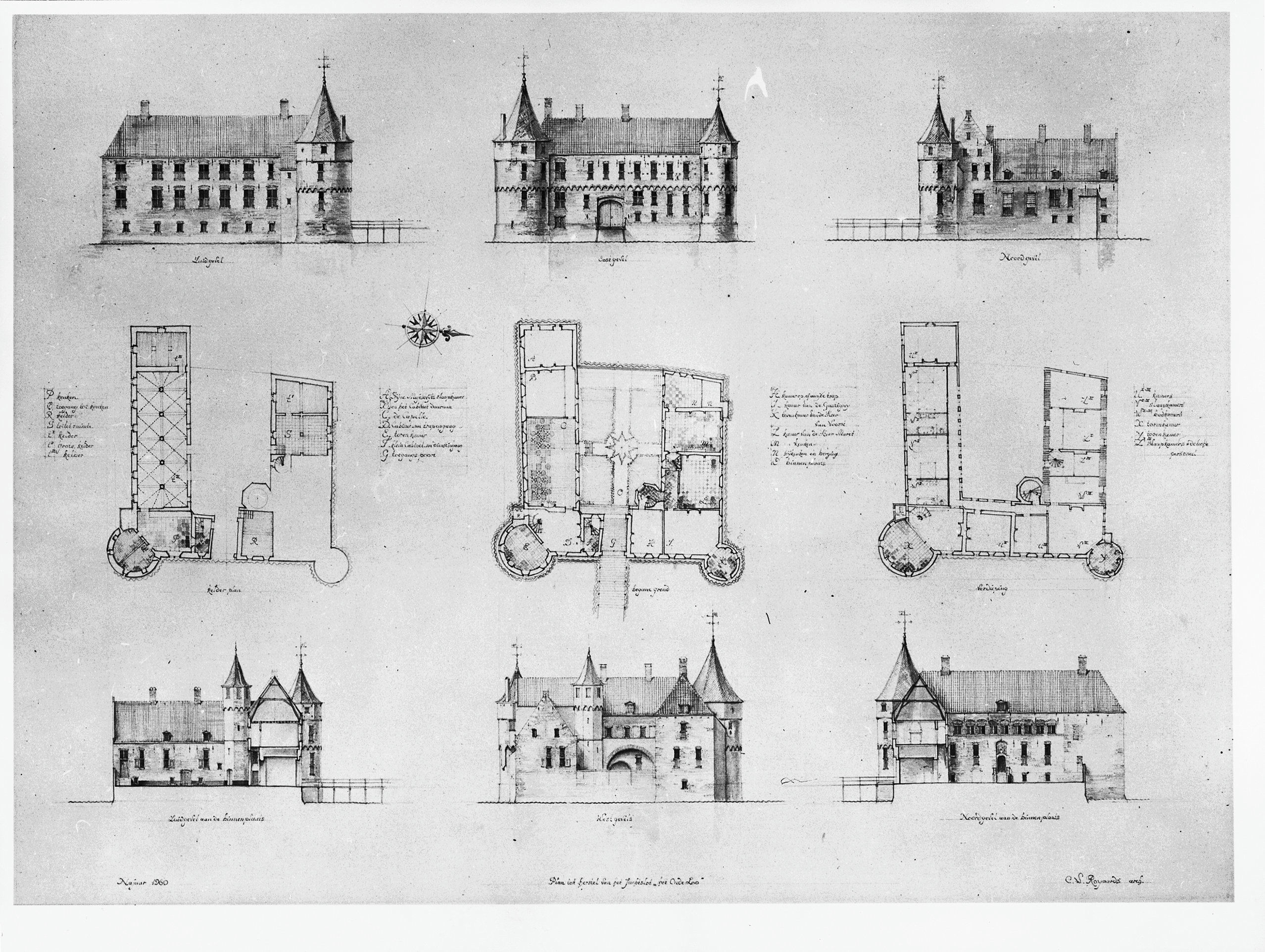
Planos para o projeto de restauração por K. Royaards

Em 1968, o arquiteto Kees Royaards realizou uma nova restauração do castelo Het Oude Loo, durante a qual grande parte do trabalho de Cuypers foi suprimido. Entre outras coisas, a extensão da torre foi substituída por uma variante de madeira esbelta e a torre sudoeste retornou à sua forma original. Após a morte de Royaards em 1970, o engenheiro J.B. barão van Asbeck completou a restauração em 1976, em grande parte com base nos planos existentes de Royaards. Ele também restaurou o Palácio Het Loo e adaptou-o para seu novo uso como museu. Ele revisou o jardim de acordo com o layout histórico original.

### Visitas célebres
Em 17 de agosto de 2006, o príncipe Naruhito, a princesa Masako do Japão e sua filha Aiko ficaram hospedados no Het Oude Loo por um período de duas semanas. Tinha sido disponibilizado a eles pela família real holandesa, já que a princesa estava sofrendo de stress severo causada pela pressão psicológica e etiqueta rígida da corte japonesa.

### Abrigo para refugiados de guerra
Em 21 de março de 2022 foi anunciado que a propriedade seria usada para abrigar cerca de três dezenas de refugiados ucranianos, que tiveram que deixar seu país após a invasão da Rússia.

## Jardins
Um labirinto de cerca viva é uma das atrações dos jardins de Het Oude Loo, que também tem um lago com estátuas e uma pista de boliche ao ar livre. "Nos jardins, há um labirinto onde o rei Guilherme Alexandre costumava brincar regularmente com seus irmãos Friso e Constantino", reporta o portal oficial da cidade de Apeldoorn.
Os jardins podem ser visitados nos meses de abril e maio, mas o castelo em si não é aberto à visitação pública.

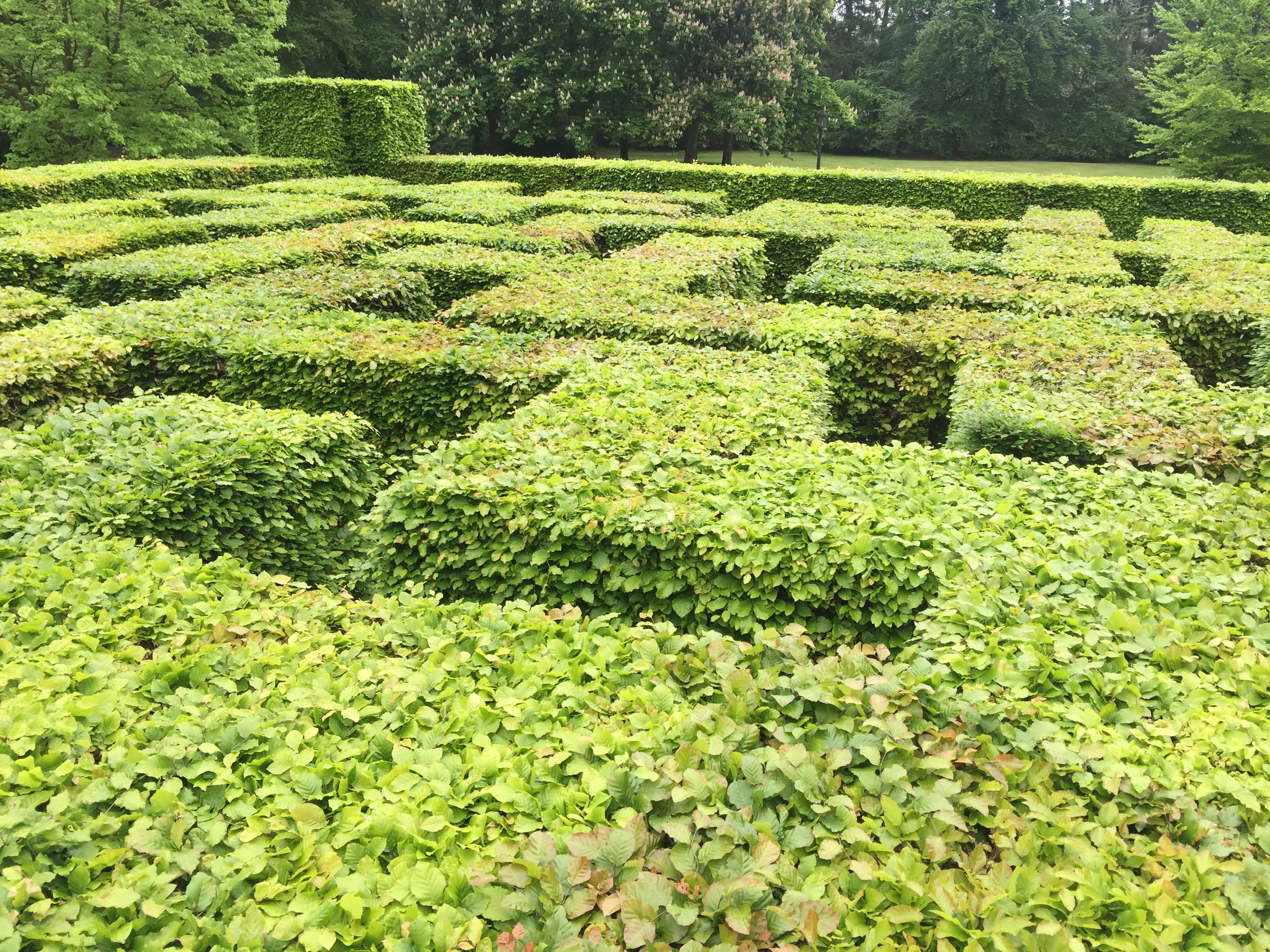
O laberinto